# Gmina Hallstahammar
Gmina Hallstahammar (szw. Hallstahammars kommun) – gmina w Szwecji, w regionie Västmanland, z siedzibą w Hallstahammar.
Pod względem zaludnienia Hallstahammar jest 147. gminą w Szwecji. Zamieszkuje ją 15 038 osób, z czego 50,33% to kobiety (7568) i 49,67% to mężczyźni (7470). W gminie zameldowanych jest 1246 cudzoziemców. Na każdy kilometr kwadratowy przypada 87,92 mieszkańca. Pod względem wielkości gmina zajmuje 255. miejsce.